# داگلاس سانتوس
داگلاس سانتوس (به پرتغالی: Douglas dos Santos Justino de Melo) مدافع اهل برزیل است که در شهر ژواو پسوا، پارائیبا و در تاریخ ۲۲ مارس ۱۹۹۴ به دنیا آمده‌است.
داگلاس سانتوس در تیم‌های فوتبال Náutico سابقهٔ حضور دارد.